# Ivan Hus
Ivan Hus (Šemovec, 12. svibnja 1898. – Zagreb, listopad 1992.) bio je poznati hrvatski graditelj violina.
O Ivanu Husu javnosti nije mnogo poznato. O njemu je filmski redatelj Bogdan Žižić 1967. snimio kratki dokumentarni film Pohvala ruci, a simljen je i radio-intervju 1992. 
Do 1922. kada je došao u Zagreb Ivan Hus je svašta proživio. Prvi svjetski rat služi u Austro-ugarskoj vojsci a kasnije odlazi u Njemačku u Markneukirchen gdje radi u jednoj tvornici glazbala gdje je ispekao zanat vrsnog graditelja. Dolaskom u Zagreb 1922. izdržava se sviranjem violine i izradama tamburica i mandolina zbog čega je optužen za nadriobrt. 
Do 1932. godine Ivan Hus luta Europom, a dolaskom u Francusku završava u legiji stranaca te ga šalju na osiguranje pruge u Džibuti. Iz Džibutija je pobjegao kao slijepi putnik na jednom talijanskom brodu koji plovi prema Dalekom istoku. Kako je kapetan broda bio Slovenac, na brodu će postati mornar a na Orijentu će se počet baviti trgovinom, uključujući i trgovinu drogom. Dolaskom broda u Napulj pružila mu se prilika da dođe u domovinu gdje će se iskrcati u Dubrovniku.
U Zagrebu se skrasio 1932. u Tkalčićevoj ulici na broju 32 gdje će živjeti i raditi sve do svoje smrti. U cijelom svom radu izradio je 112 violina i dvije viole.
Od hrvatskih graditelja violina poznati su još Franjo Šnajder i Rudolf Sloković.